# Polycricus proximus
Polycricus proximus är en mångfotingart som beskrevs av Chamberlin 1943. Polycricus proximus ingår i släktet Polycricus och familjen storjordkrypare. Inga underarter finns listade i Catalogue of Life.